# Reformierte Kirche Trogen

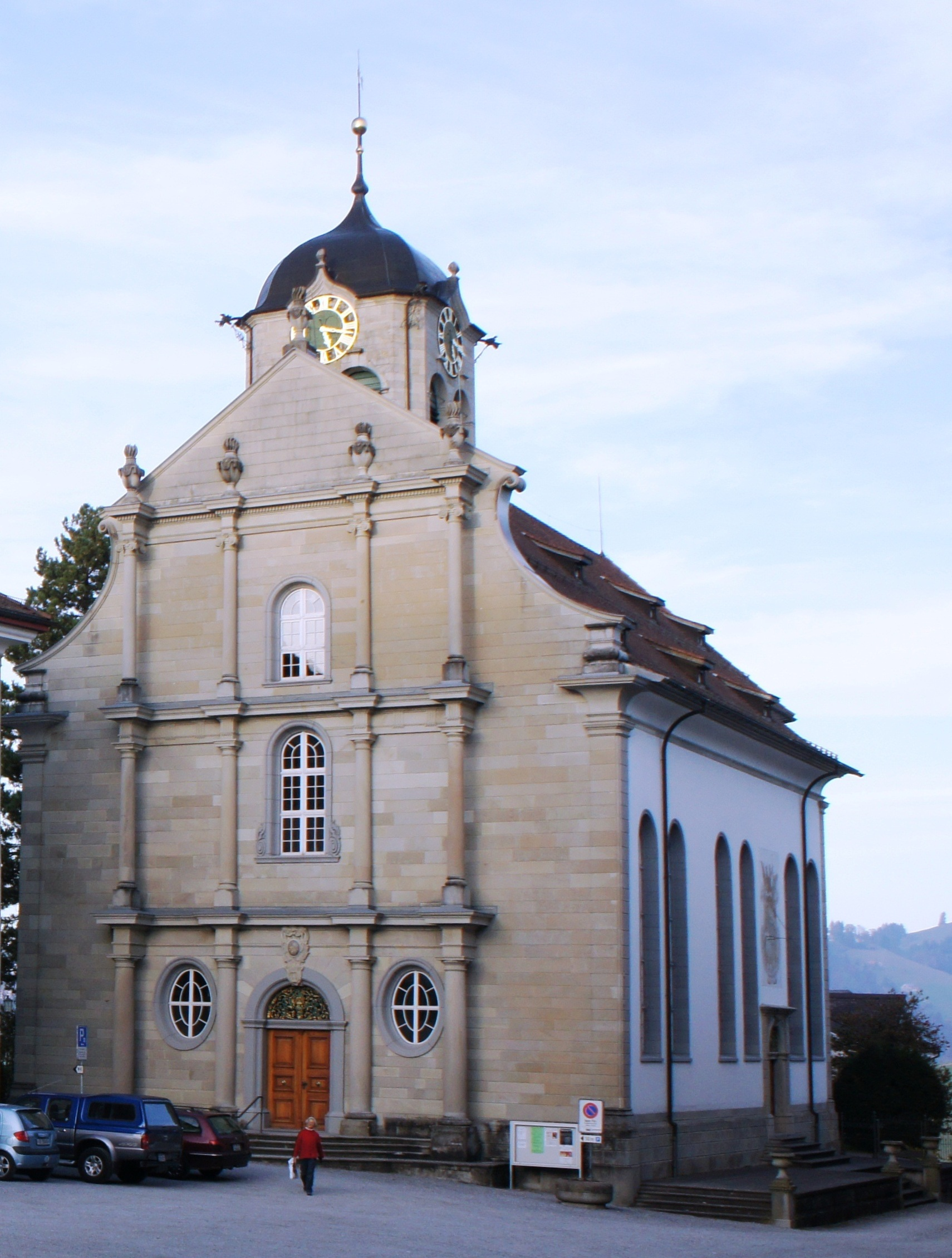
Hauptfassade der Kirche von Trogen

Die reformierte Kirche Trogen ist ein Kirchengebäude von Hans Ulrich Grubenmann im Stil des Rokoko. Es handelt sich um eine der bedeutendsten reformierten Sakralbauten der Schweiz.

## Geschichte
Die Kirche entstand in einem Zeitalter des Aufbruchs, den das frühindustrialisierte Dorf Trogen gegen Ende des 18. Jahrhunderts erfasst hatte. In dieser Zeit entstanden zahlreiche prunkvolle Profanbauten im Rokoko- und Régence-Stil sowie im Stil des Frühklassizismus. Die reformierte Kirche wurde an prominenter Lage am Landsgemeindeplatz von 1779 bis 1782 durch den Baumeister Hans Ulrich Grubenmann errichtet. Neben der reformierten Kirche Wädenswil stellt die Kirche von Trogen Grubenmanns Hauptwerk dar.

## Aussenbau
Während der Turm mit seiner geschweiften Haube noch deutlich an das Rokoko erinnert, spiegelt die den Platz beherrschende Hauptfassade bereits klassizistische Einflüsse wider. Die Fassade wird durch Ziersäulen und Pilaster toskanischer und ionischer Ordnung sowie durch gekröpfte Gesimse gegliedert. Sie ist mit einem von Vasen bekrönten Gebälk mit typisch frühklassizistischem Zahnschnittfries sowie einem schlichten Dreiecksgiebel abgeschlossen.

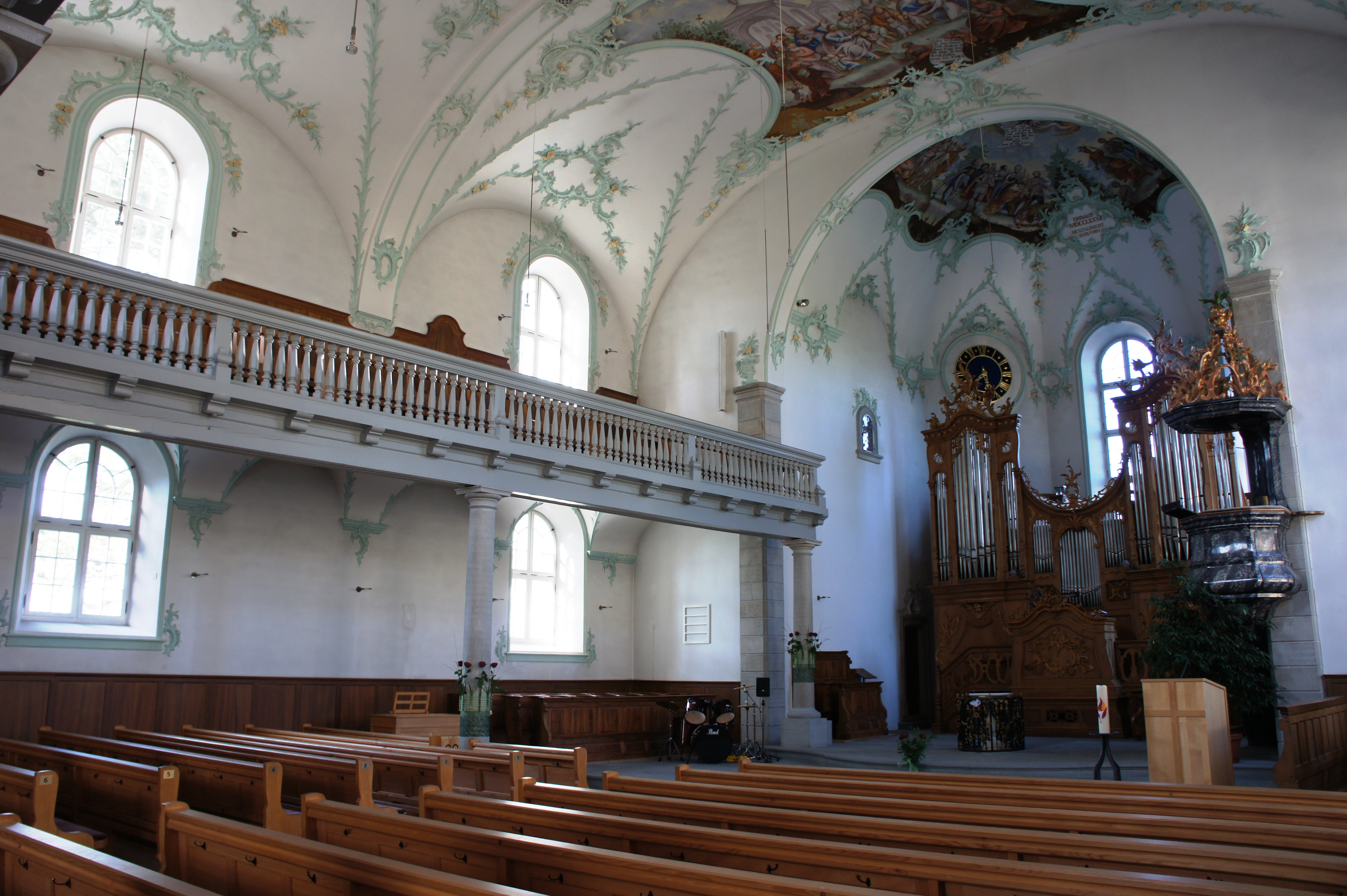
Innenansicht

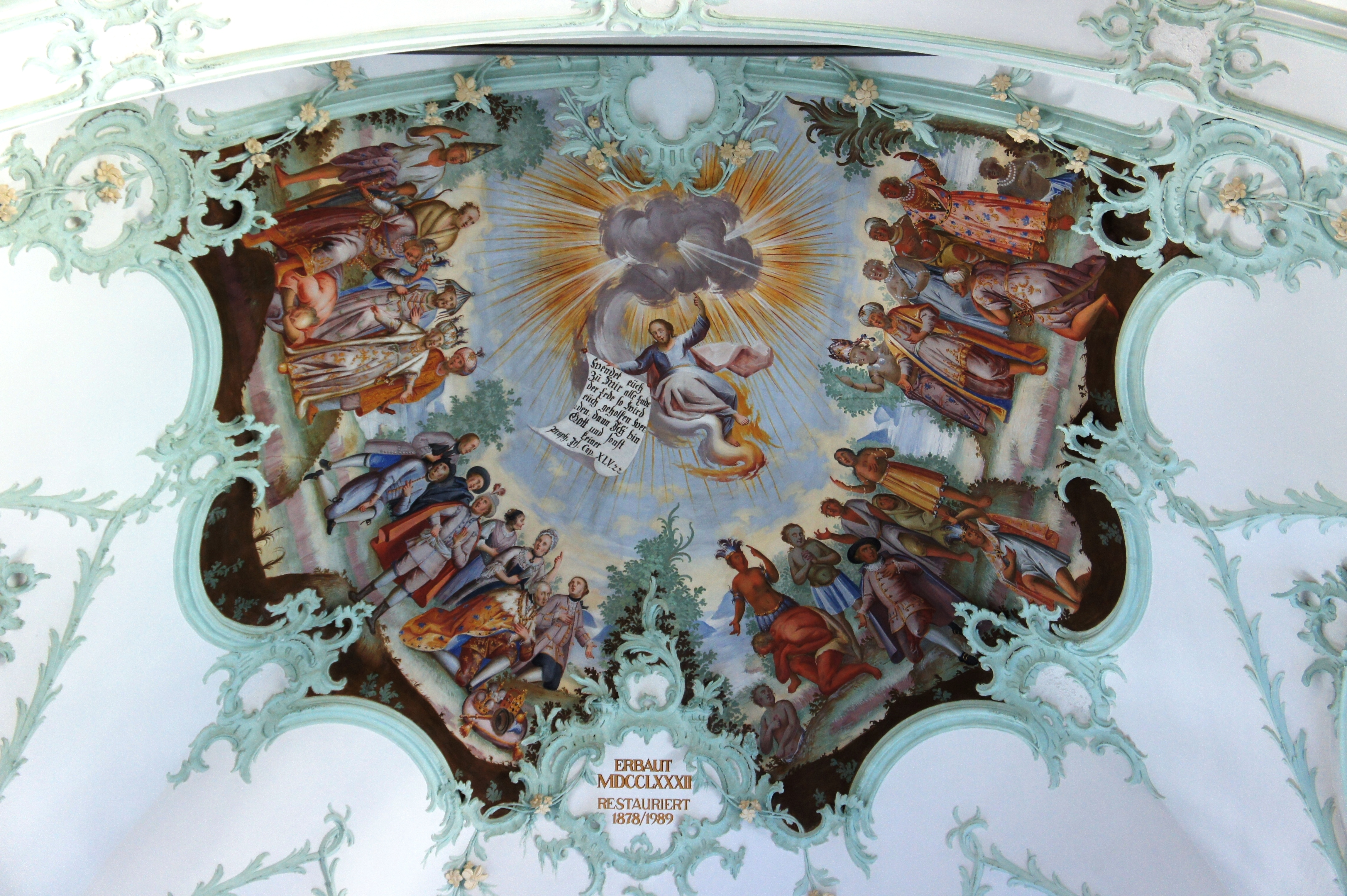
Allegorie der Erdteile

## Innenraum
Die Kirche bildet einen für den Ostschweizer Spätbarock typischen Längssaal mit Polygonalchor und seitlicher L-Empore. Der flachtonnengewölbte Innenraum ist vielleicht der festlichste und am reichhaltigsten ausgeschmückte des reformierten Barocks in der Schweiz. Die leicht wirkenden, grünlich gefassten Rokoko-Stuckaturen stammen von einem der Moosbrugger-Brüder. Wie oft bei den Mossbrugger-Brüdern werden besonders die bestehenden architektonischen Strukturen wie etwa Fenster und Stichkappen spielerisch durch Stuck hervorgehoben. Originell ist das im Chor turmseitig angebrachte Zifferblatt eines Uhrwerks, das auch von Stuckaturen umspielt wird. Die elegante Kanzel aus Stuckmarmor stammt ebenfalls von den Moosbrugger-Brüdern. Der schmale, kelchförmige Taufstein besteht aus dem hochwertigen Marmor aus Carrara. Die im Chorraum stehende Orgel im Neorokoko-Stil wurde erst 1894 eingefügt.
Bemerkenswert sind die vier spätbarocken Deckengemälde in den Deckenkartuschen von Chor und Schiff. Das Bildprogramm stiftete Ursula Wolf-Zellweger alleine oder zusammen mit ihrem Ehemann Johann Conrad Wolf, wobei der Künstler heute nicht mehr bekannt ist. Es umfasst das „Letzte Abendmahl“, den „Kinderfreund Jesus“, die „Himmelfahrt Christi“ sowie eine Allegorie der Erdteile im Chor. Der reformierte Kirchenbau in der Schweiz war vor dem Bau der Kirche Trogen von Schlichtheit und konsequentem Verzicht auf szenische Ausmalung geprägt. Es handelt sich bei den Deckenmalereien von Trogen also um eines der frühesten und bedeutendsten Zeugnisse sakraler Malerei in der reformierten Kirchengeschichte.

## Orgel
Im Chorhaupt befindet sich die Orgel, die 1894 durch Friedrich Goll, Luzern als Opus 131 gebaut wurde. Bei den Revisionen 1939 und 1952 gab es Änderungen der Disposition. 1990 wurde das Instrument durch Orgelbau Kuhn restauriert, wobei die Dispositionsänderungen beibehalten wurden. Eine Revision nahm Matthias Hugentobler von der Orgelbau Kuhn AG 2015 vor. Die Orgel hat 24 Register auf zwei Manualen und Pedal.

## Glocken
Im nördlich am Chor anliegenden Kirchturm befindet sich ein Glockengeläut von fünf historischen Glocken, das 1958 durch die große Landsgemeindeglocke der Gießerei H. Rüetschi ergänzt wurde.

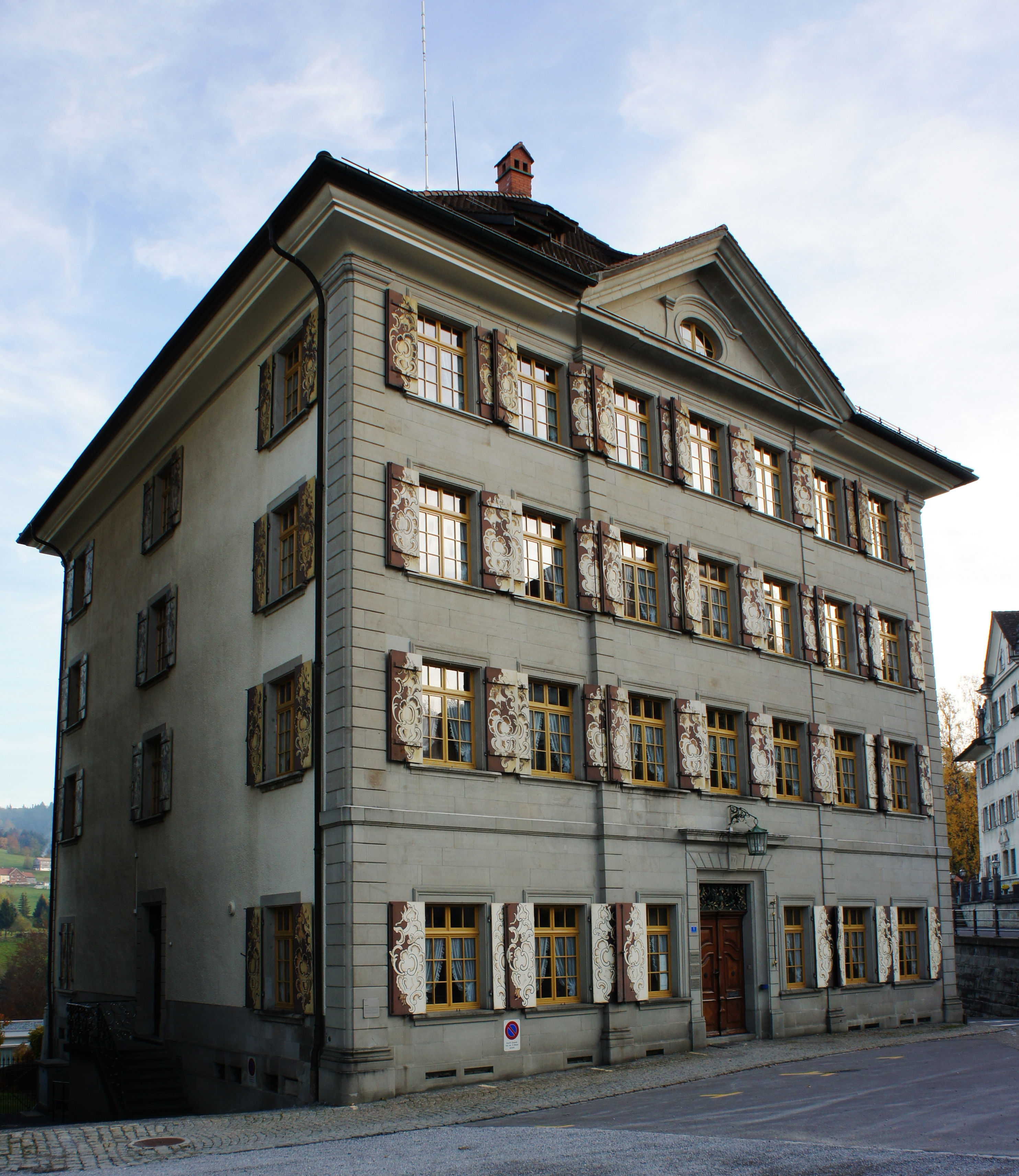
Pfarrhaus am Landsgemeindeplatz 1

| Glocke | Name                | Gussjahr | Giesser                                | Gewicht | Schlagton |
| ------ | ------------------- | -------- | -------------------------------------- | ------- | --------- |
| 1      | Landsgemeindeglocke | 1958     | H. Rüetschi AG, Aarau                  | 5032 kg | g°        |
| 2      | Männerglocke        | 1655     | Theodosius Ernst, Lindau               | 2083 kg | c'        |
| 3      | Frauenglocke        | 1816     | Jakob Grassmayr, Feldkirch             | 1093 kg | e'        |
| 4      | Vesperglocke        | 1730     | Peter u. Johann Melchior Ernst, Lindau | 0672 kg | g'        |
| 5      | Kinderglocke        | 1758     | Peter Ernst, Lindau                    | 0302 kg | c"        |
| 6      | Henkerglöcklein     | 1465     |                                        | 092 kg  | g"        |

## Pfarrhaus
Bereits um 1765 wurde nach Plänen des aus dem nahen Teufen AR stammenden Grubenmann das Pfarrhaus erstellt. Das herrschaftliche anmutende Gebäude ist eines von insgesamt sechs Bauwerken des Architekten in Trogen. Bemerkenswert sind die reichhaltigen Rokoko-Stuckaturen von Andreas und Peter Anton Moosbrugger, die hier im Gegensatz zur Kirche auch landschaftliche, figurale und szenische Formen annehmen. Es handelt sich um einen Höhepunkt profaner Rokoko-Stuckatur in der Schweiz.

## Nutzung
Neben der kirchgemeindlichen Nutzung finden in der reformierten Kirche Trogen auch die meisten Anlässe (Proben, Einführungen, Konzerte und Aufzeichnungen) der Gesamtaufführung des Bachschen Vokalschaffens durch die J. S. Bach-Stiftung unter Rudolf Lutz statt.

## Nachweise
1. ↑  Orgelverzeichnis Schweiz und Liechtenstein: Ref. Kirche, Trogen AR mit Disposition
2. ↑  SRF: Glocken der Heimat – Trogen, reformierte Kirche

Koordinaten: 47° 24′ 29,6″ N, 9° 27′ 55,4″ O; CH1903: 752959 / 252797